# Marano sul Panaro
Marano sul Panaro är en ort och kommun i provinsen Modena i regionen Emilia-Romagna i Italien. Kommunen hade 5 264 invånare (2018).